# Telentam
Telentam is een bestuurslaag in het regentschap Merangin van de provincie Jambi, Indonesië. Telentam telt 1078 inwoners (volkstelling 2010).